# Kepeňová
Kepeňová (651 m) – wznoszący się po północnej stronie wsi Krivá szczyt Pogórza Orawskiego. Słowacy zaliczają je do Strednych Beskydów.
Kepeňová stanowi zakończenie wschodniego grzbietu szczytu Vysoký grúň (849 m) i wznosi się na zakręcie rzeki Orawa, opływającej ją od strony południowej, wschodniej i północno-wschodniej. Orawa tworzy tutaj ciasny przełom przez Pogórze Orawskie, przerzynając się między Kepeňovą i Bielą skalą tworzącymi jej brzegi. Stoki północne stromo opadają do doliny potoku Podbielsky Cičkov.
Kepeňová w większości porośnięta jest lasem, ale są w nim polany będące pozostałościami dawnego pasterstwa. Nie prowadzi przez nią żaden szlak turystyczny.